# Monchenkocyclops
Monchenkocyclops – rodzaj widłonogów z rodziny Cyclopidae. Nazwa naukowa tego rodzaju skorupiaków została opublikowana w 2012 roku przez zoologów Tomislava Karanovica, Hyunsu Yoo i Wonchoela Lee.

## Podział systematyczny
Do rodzaju należą następujące gatunki:
- Monchenkocyclops biarticulataus (Monchenko, 1972)
- Monchenkocyclops biwensis (Ishida, 2005)
- Monchenkocyclops changi Karanovic, Yoo & Lee, 2012
- Monchenkocyclops mehmetadami Karaytug, Bozkurt & Serdar, 2018
- Monchenkocyclops mirabdullayevi Karanovic, Yoo & Lee, 2012